# Three Days Grace (album)
Three Days Grace je debutové studiové album kanadské rockové kapely Three Days Grace, které vyšlo 22. července 2003 u vydavatelství Jive Records. Bylo to jediné album kapely v trojčlenném složení a také jediné album vydané pod Bertelsmann Music Group.

## Pozadí
Album produkoval Gavin Brown a dosáhlo komerčního úspěchu. Dostalo se na deváté místo kanadské albové hitparády a na 69. místo žebříčku Billboard 200. Získalo zlatou desku na Novém Zélandu, platinovou desku v Kanadě a dvojitou platinovou desku ve Spojených státech.

## Seznam skladeb
| Pořadí         | Název                       | Délka |
| -------------- | --------------------------- | ----- |
| 1.             | Burn                        | 4:27  |
| 2.             | Just Like You               | 3:08  |
| 3.             | I Hate Everything About You | 3:51  |
| 4.             | Home                        | 4:21  |
| 5.             | Scared                      | 3:13  |
| 6.             | Let You Down                | 3:46  |
| 7.             | Now or Never                | 3:00  |
| 8.             | Born Like This              | 3:33  |
| 9.             | Drown                       | 3:28  |
| 10.            | Wake Up                     | 3:25  |
| 11.            | Take Me Under               |       |
| 12.            | Overrated                   | 3:30  |
| Celková délka: | Celková délka:              | 44:02 |

## Obsazení

#### Three Days Grace
- Adam Gontier – zpěv, kytary
- Brad Walst – basová kytara
- Neil Sanderson – bicí, doprovodné vokály